# 마그레브 반란 (2002년~현재)
마그레브 반란은 알제리, 모리타니, 모로코 등 마그레브 지역에서 2002년부터 발생한 반란의 총칭으로, 이슬람 근본주의 무장단체인 GSPC가 주도했다. 이후 이 단체는 알카에다 이슬람 마그레브 지부와 연합해 알제리 정부에 맞섰다. 분쟁은 이후 2002년 종결된 알제리 내전의 여파로 발생한 것으로, 알제리 주변 국가들로 확산되고 있다. 알제리와 다른 마그레브 국가들은 2007년부터 항구적 자유 작전 - 트란스 사하라가 2007년부터 개시되면서 미국과 영국의 지원을 받고 있다.

## 같이 보기
- 보코 하람 반란
- 사헬 전쟁
- 시나이 반란